# Lepipneumia
Lepipneumia is een muggengeslacht uit de familie van de motmuggen (Psychodidae).

## Soorten
- L. galicica Enderlein, 1937
- L. latefasciata Enderlein, 1937